# Prionobelum majorinum
Prionobelum majorinum är en mångfotingart som först beskrevs av Zhang och Li 1982.  Prionobelum majorinum ingår i släktet Prionobelum och familjen Zephroniidae. Inga underarter finns listade i Catalogue of Life.